# Mistrzostwa NCAA Division I w Zapasach w 2009
Mistrzostwa NCAA Division I w zapasach rozgrywane były w Saint Louis w dniach 19–21 marca 2009 roku. Zawody odbyły się na terenie Scottrade Center.
Punkty zdobyło 61 drużyn.
- Outstanding Wrestler – Darrion Caldwell

## Wyniki

### Drużynowo
| Kolejność | Szkoła                                     | Zespół          |
| --------- | ------------------------------------------ | --------------- |
| 1.        | University of Iowa                         | Hawkeyes        |
| 2.        | Ohio State University                      | Buckeyes        |
| 3.        | Iowa State University                      | Cyclones        |
| 4.        | University of Nebraska–Lincoln             | Cornhuskers     |
| 5.        | Cornell University                         | Big Red         |
| 6.        | Edinboro University                        | Fighting Scots  |
| 7.        | University of Missouri                     | Tigers          |
| 8.        | University of Illinois at Urbana–Champaign | Fighting Illini |

### All American

#### 125 lb
| Lp. | Zawodnik        | Szkoła           |
| --- | --------------- | ---------------- |
| 1.  | Troy Nickerson  | Cornell          |
| 2.  | Paul Donahoe    | Edinboro         |
| 3.  | Brandon Precin  | Northwestern     |
| 4.  | Anthony Robles  | Arizona State    |
| 5.  | Angel Escobedo  | Indiana          |
| 6.  | Zachary Sandres | Minnesota        |
| 7.  | Scott Sentes    | Central Michigan |
| 8.  | Nic Bedelyon    | Kent State       |

#### 133 lb
| Lp. | Zawodnik            | Szkoła         |
| --- | ------------------- | -------------- |
| 1.  | Frank Gómez         | Michigan State |
| 2.  | Reece Humphrey      | Ohio State     |
| 3.  | Jayson Ness         | Minnesota      |
| 4.  | Andrew Hochstrasser | Boise State    |
| 5.  | James Kennedy       | Illinois       |
| 6.  | Steve Bell          | Maryland       |
| 7.  | Daniel Dennis       | Iowa           |
| 8.  | Joe Baker           | Navy           |

#### 141 lb
| Lp. | Zawodnik       | Szkoła        |
| --- | -------------- | ------------- |
| 1.  | J Jaggers      | Ohio State    |
| 2.  | Ryan Williams  | Old Dominion  |
| 3.  | Nick Gallick   | Iowa State    |
| 4.  | Zach Tanelli   | Wisconsin     |
| 5.  | Alex Krom      | Maryland      |
| 6.  | Chris Drouin   | Arizona State |
| 7.  | Kellan Russell | Michigan      |
| 8.  | Frank Molinaro | Penn State    |

#### 149 lb
| Lp. | Zawodnik         | Szkoła               |
| --- | ---------------- | -------------------- |
| 1.  | Darrion Caldwell | North Carolina State |
| 2.  | Brent Metcalf    | Iowa                 |
| 3.  | Kyle Ruschell    | Wisconsin            |
| 4.  | Lance Palmer     | Ohio State           |
| 5.  | Jake Patacsil    | Purdue               |
| 6.  | Bryce Saddoris   | Navy                 |
| 7.  | Kyle Borshoff    | American             |
| 8.  | Heinrich Barnes  | Oregon State         |

#### 157 lb
| Lp. | Zawodnik          | Szkoła                |
| --- | ----------------- | --------------------- |
| 1.  | Jordan Burroughs  | Nebraska              |
| 2.  | Michael Poeta     | Illinois              |
| 3.  | Jordan Leen       | Cornell               |
| 4.  | Gregor Gillespie  | Edinboro              |
| 5.  | Michael Chandler  | Missouri              |
| 6.  | Matt Moley        | Bloomsburg            |
| 7.  | Chase Pami        | California Poly-State |
| 8.  | Tyler Safratowich | Minnesota             |

#### 165 lb
| Lp. | Zawodnik         | Szkoła        |
| --- | ---------------- | ------------- |
| 1.  | Jarrod King      | Edinboro      |
| 2.  | Andrew Howe      | Wisconsin     |
| 3.  | Ryan Morningstar | Iowa          |
| 4.  | Jonathan Reader  | Iowa State    |
| 5.  | Andrew Rendos    | Bucknell      |
| 6.  | Moza Fay         | Northern Iowa |
| 7.  | Nicholas Marable | Missouri      |
| 8.  | Tyler Sherfey    | Boise State   |

#### 174 lb
| Lp. | Zawodnik         | Szkoła           |
| --- | ---------------- | ---------------- |
| 1.  | Steve Luke       | Michigan         |
| 2.  | Mike Miller      | Central Michigan |
| 3.  | Raymond Jordan   | Missouri         |
| 4.  | Brandon Browne   | Nebraska         |
| 5.  | Steve Anceravage | Cornell          |
| 6.  | Quentin Wright   | Penn State       |
| 7.  | Chris Henrich    | Virginia         |
| 8.  | Michael Cannon   | American         |

#### 184 lb
| Lp. | Zawodnik         | Szkoła          |
| --- | ---------------- | --------------- |
| 1.  | Jake Herbert     | Northwestern    |
| 2.  | Mike Pucillo     | Ohio State      |
| 3.  | Doug Umbehauer   | Rider           |
| 4.  | Phil Keddy       | Iowa            |
| 5.  | Joe LeBlanc      | Wyoming         |
| 6.  | Vince Jones      | Nebraska        |
| 7.  | Joshua Patterson | SUNY Binghamton |
| 8.  | Louis Caputo     | Harvard         |

#### 197 lb
| Lp. | Zawodnik        | Szkoła                |
| --- | --------------- | --------------------- |
| 1.  | Jake Varner     | Iowa State            |
| 2.  | Craig Brester   | Nebraska              |
| 3.  | Hudson Taylor   | Maryland              |
| 4.  | Tyrel Todd      | Michigan              |
| 5.  | Max Askern      | Missouri              |
| 6.  | Brent Chriswell | Boise State           |
| 7.  | Brandon Halsey  | Cal State Bakersfield |
| 8.  | Cam Simaz       | Cornell               |

#### 285 lb
| Lp. | Zawodnik        | Szkoła         |
| --- | --------------- | -------------- |
| 1.  | Mark Ellis      | Missouri       |
| 2.  | Konrad Dudziak  | Duke           |
| 3.  | Jared Rosholt   | Oklahoma State |
| 4.  | Dan Erekson     | Iowa           |
| 5.  | David Zabriskie | Iowa State     |
| 6.  | Jermail Porter  | Kent State     |
| 7.  | John Wise       | Illinois       |
| 8.  | Zach Sheaffer   | Pittsburgh     |